# Circonscription Nord-Ouest (France)
Ne doit pas être confondu avec Circonscription Nord-Ouest (Italie) ou Circonscription d'Angleterre du Nord-Ouest.
La circonscription Nord-Ouest était une des huit Circonscriptions françaises aux élections européennes pour les élections du Parlement européen de 2004, 2009 et 2014. 
Créée en 2003, la circonscription Nord-Ouest a regroupé quatre régions d'alors : Nord-Pas-de-Calais, Picardie, Haute-Normandie, Basse-Normandie.
Dès 2016, et la modification des limites de plusieurs régions françaises, la circonscription Nord-Ouest correspond aux nouvelles régions françaises Hauts-de-France et Normandie, dans précisément le même périmètre global. 
Elle comptait 6 568 622 électeurs inscrits en 2009.
La circonscription Nord-Ouest élit dix députés au Parlement européen entre 2009 et la mise en place d'une circonscription nationale unique. Précédemment, aux élections européennes de 2004 en France, elle en élisait douze.

## Élections européennes de 2004

### Élus
| Parti     | Nom                                                                         | Groupe au Parlement |
| --------- | --------------------------------------------------------------------------- | ------------------- |
| PS        | Henri Weber                                                                 | PSE                 |
| PS        | Marie-Noëlle Lienemann                                                      | PSE                 |
| PS        | Vincent Peillon                                                             | PSE                 |
| PS        | Brigitte Douay                                                              | PSE                 |
| PS        | Jean-Louis Cottigny                                                         | PSE                 |
| UMP       | Tokia Saïfi                                                                 | PPE-DE              |
| UMP       | Jean-Paul Gauzès                                                            | PPE-DE              |
| FN        | Carl Lang                                                                   | Non-inscrit         |
| FN        | Fernand Le Rachinel depuis 22/10/04 (Chantal Simonot jusqu'au 1/10/04)      | Non-inscrit         |
| UDF       | Jean-Louis Bourlanges remplacé par Brigitte Fouré (PPE-DE) en décembre 2007 | ADLE                |
| Les Verts | Hélène Flautre                                                              | Verts/ALE           |
| PCF       | Jacky Hénin                                                                 | GUE/NGL             |

en gras les têtes de liste
Source : ministère de l'Intérieur

## Élections européennes de 2009

### Résultats
18 listes ont été déposées, les résultats sont les suivants :
|                | Nombre    | % Inscrits | % Votants |
| -------------- | --------- | ---------- | --------- |
| Inscrits       | 6 568 936 | 100,00     |           |
| Abstentions    | 3 954 989 | 60,21      |           |
| Votants        | 2 613 947 | 39,79      |           |
| Blancs ou nuls | 129 807   | 1,98       | 4,97      |
| Exprimés       | 2 484 140 | 37,82      | 95,03     |

| Liste conduite par     | Parti                                       | Voix    | % exprimés | Sièges |
| ---------------------- | ------------------------------------------- | ------- | ---------- | ------ |
| Dominique Riquet       | Majorité présidentielle                     | 601 556 | 24,22      | 4      |
| Gilles Pargneaux       | Parti socialiste                            | 449 533 | 18,10      | 2      |
| Hélène Flautre         | Europe Écologie                             | 300 579 | 12,10      | 1      |
| Marine Le Pen          | Front national                              | 253 009 | 10,18      | 1      |
| Corinne Lepage         | Mouvement démocrate                         | 215 482 | 8,67       | 1      |
| Jacky Hénin            | Front de gauche                             | 169 813 | 6,84       | 1      |
| Christine Poupin       | Nouveau Parti anticapitaliste               | 143 967 | 5,80       | 0      |
| Frédéric Nihous        | Libertas                                    | 105 753 | 4,26       | 0      |
| Bernard Frau           | Alliance écologiste indépendante            | 88 494  | 3,56       | 0      |
| Thierry Grégoire       | Debout la République                        | 59 525  | 2,40       | 0      |
| Éric Pecqueur          | Lutte ouvrière                              | 51 767  | 2,08       | 0      |
| Carl Lang              | Parti de la France                          | 37 689  | 1,52       | 0      |
| Jacques Borie          | Europe Démocratie Espéranto                 | 4 680   | 0,19       | 0      |
| Louis-Daniel Gourmelen | Communistes                                 | 607     | 0,02       | 0      |
| Virginie Verhassel     | Europe décroissance                         | 592     | 0,02       | 0      |
| Dominique Fachon       | Centre national des indépendants et paysans | 455     | 0,02       | 0      |
| Martine Audo           | Union des gens                              | 421     | 0,02       | 0      |
| Jean-Michel Vernochet  | Rassemblement pour l'initiative citoyenne   | 218     | 0,01       | 0      |

### Élus
| Nom              | Liste                   | Groupe parlementaire européen |
| Hélène Flautre   | Europe Écologie         | Verts/ALE                     |
| Jean-Paul Gauzès | Majorité présidentielle | PPE                           |
| Estelle Grelier  | PS                      | S&D                           |
| Pascale Gruny    | Majorité présidentielle | PPE                           |
| Jacky Hénin      | FdG                     | GUE/NLG                       |
| Corinne Lepage   | MoDem                   | ADLE                          |
| Marine Le Pen    | FN                      | Non-inscrit                   |
| Gilles Pargneaux | PS                      | S&D                           |
| Dominique Riquet | Majorité présidentielle | PPE                           |
| Tokia Saïfi      | Majorité présidentielle | PPE                           |

## Élections européennes de 2014

### Élus
- Marine Le Pen (Liste bleu marine. Oui à la France, Non à Bruxelles),
- Steeve Briois,
- Mylène Troszczynski,
- Nicolas Bay,
- Sylvie Goddyn,
- Jérôme Lavrilleux (Pour la France, agir en Europe avec Jérôme Lavrilleux)
- Tokia Saïfi,
- Gilles Pargneaux (Choisir notre Europe)
- Dominique Riquet (Udi Modem les Européens. Liste soutenue par François Bayrou et Jean-Louis Borloo)
- Karima Delli (Liste Europe Écologie)